# Noe Żordania
Noe Żordania, pseud. Kostrow, Georg (ur. 21 grudnia 1867?/2 stycznia 1868 w Lanczchuti w zachodniej Gruzji, zm. 11 stycznia 1953 w Paryżu) – gruziński polityk socjalistyczny (mienszewik), od 1918 do 1921 roku premier niepodległej Gruzji. 

## Życiorys

### Dzieciństwo i młodość
Urodził się w rodzinie właściciela ziemskiego z zachodniej Gruzji. Był słuchaczem prawosławnego seminarium duchownego w Tyflisie, później rozpoczął naukę w warszawskim Instytucie Weterynaryjnym. 
Należał do utworzonej w 1893 marksistowskiej organizacji gruzińskiej Mesame dasi, w której kierował umiarkowanym skrzydłem. Zagrożony aresztowaniem wyjechał z kraju i objął posadę korespondenta liberalnej gazety „Kwali”. Po powrocie założył w Tyflisie czasopismo „Sotsial Demokratia”.

### Działalność w ruchu mienszewickim
W 1903 roku Żordania został delegatem na drugi kongres Socjaldemokratycznej Robotniczej Partii Rosji w Londynie, gdzie znalazł wspólny język z odłamem mienszewickim. Wkrótce wybrano go przewodniczącym Socjaldemokratycznej Robotniczej Partii Gruzji. 
W 1906 roku kandydował w wyborach do II Dumy w okręgu Tyflis, w której został szefem ogólnorosyjskiej frakcji socjaldemokratycznej. 
Od 1907 do 1912 roku pozostawał członkiem CK rosyjskiej socjaldemokracji. W lecie 1912 roku objął funkcję wydawcy mienszewickiego dziennika Nasze Słowo w Baku. W 1914 roku współpracował z Trockim przy redagowaniu czasopisma „Bor'ba”. 
W lutym 1917 roku wybrano go przewodniczącym Rady Robotników i Żołnierzy w Tyflisie, po rewolucji październikowej coraz bardziej sceptycznie odnosił się do idei pozostawania Gruzji w ramach socjalistycznej Rosji. W 1918 roku ostatecznie opowiedział się za niepodległością państwa.

### Gruziński mąż stanu
26 listopada 1917 roku stanął na czele Gruzińskiej Rady Narodowej. 24 czerwca 1918 roku, już po rozpadzie federacji kaukaskiej, objął po Noem Ramiszwilim tekę premiera Demokratycznej Republiki Gruzji. 
Jego rząd stał na straży niezależności Gruzji od Rosji, przeprowadził wiele antyfeudalnych reform wyrażających lewicowe ideały (parcelacja wielkich majątków ziemskich, ośmiogodzinny dzień pracy, powszechne głosowanie). 
Jako szef rządu zabiegał o uznanie niezawisłości kraju przez społeczność międzynarodową, co zostało uwieńczone na krótko przed likwidacją państwa uznaniem Gruzji de iure. 7 maja 1920 roku niepodległość Gruzji uznała również Rosja radziecka.
Po inwazji radzieckiej na Gruzję w lutym 1921 roku i wyjeździe rządu z Tyflisu, rezydował w Kutaisi, później w Batumi. W dzień po kapitulacji armii gruzińskiej (17 marca) wyjechał przez Turcję do Paryża.

### Emigracja
Początkowo osiadł w Paryżu, by w 1922 roku przenieść się do Leuville-sur-Orge, gdzie pracował nad przygotowaniem tzw. powstania sierpniowego, które wybuchło w Gruzji w 1924 roku. 
Został pochowany na cmentarzu miejskim w Leuville-sur-Orge.

## Dziedzictwo
W 1968 roku została wydana autobiografia Żordanii pod nazwą Czemi carsuli (Mogonebani) (Moje życie). 
W Paryżu ma swą siedzibę Institut Noé Jordania, który zajmuje się krzewieniem dorobku intelektualnego premiera I Republiki Gruzińskiej oraz popularyzacją historii niepodległej Gruzji z lat 1918-21.